# ユビナガコウモリ
ユビナガコウモリ（Miniopterus fuliginosus）は、コウモリ目（翼手目）ヒナコウモリ科ユビナガコウモリ属に分類されるコウモリの一種。Miniopterus schreibersi の亜種 M. s. fuliginosus とすることもある。

## 分布
アフガニスタンからインド、中国、朝鮮半島、日本（本州（主に青森県深浦町以南）、四国、九州、対馬、佐渡島）に分布する。

## 特徴
前腕長45 - 51 mm、頭胴長59 - 69 mm、尾長51 - 57 mm、体重10 - 17 g。
昼間は洞窟に潜んでいる。日没になると、河川・森林で昆虫を捕食して飛び回る。一晩にユスリカやカなどの虫を数百匹食べるといわれる。7月上旬頃に出産する。繁殖は特定の洞窟で行われる。
日本には1万頭以上の群れが生息する洞窟が各地に存在し、日本における本種の個体数は約20万頭と推測される。